# Mazuca verhulsti
Mazuca verhulsti är en fjärilsart som beskrevs av Emilio Berio 1955. Mazuca verhulsti ingår i släktet Mazuca och familjen nattflyn. Inga underarter finns listade i Catalogue of Life.